# Sukaina bint Harun al-Raschid
Sukaina bint Harun al-Raschid (arabisch سكينة بنت هارون الرشيد, DMG Sukaina bt. Hārūn ar-Rašīd‎; geb. im 8. oder 9. Jahrhundert, gest. im 8. oder 9. Jahrhundert) war eine Prinzessin der Abbasiden-Dynastie und eine Tochter des fünften Abbasiden-Kalifen Harun al-Raschid (reg. 786–809).

## Leben
Sukaina bint Harun al-Raschid war eine Tochter des fünften Abbasiden-Kalifen Harun al-Raschid (766–809, reg. 786–809) und dessen Sklaven-Konkubine Qasif. Sie hatte einen Vollbruder namens al-Qasim al-Mu'taman.

## Rezeption in der klassisch-arabischen Literatur
In der klassisch-arabischen Literatur findet Sukaina bint Harun al-Raschid unter anderem Erwähnung im Geschichtswerk von al-Tabari (839–923).